# یک دنیای بی‌نقص
یک دنیای بی‌نقص (به انگلیسی: A Perfect World) یک فیلم درام دلهره‌آور و جنایی آمریکایی محصول ۱۹۹۳ به کارگردانی کلینت ایستوود است. کوین کاستنر در این فیلم نقش یک محکوم فراری را بازی می‌کند که پسر جوانی (تی جی لوتر) را به گروگان می‌گیرد و سعی می‌کند با کودک در جاده فرار کند. ایستوود در تعقیب محکوم در نقش یک تکاور تگزاس نقش آفرینی می‌کند.
اگرچه این فیلم در گیشه آمریکای شمالی موفق نبود و برای اکران در نوامبر ۱۹۹۳ تنها ۳۱ میلیون دلار فروخت، اما توانست ۱۰۴ میلیون دلار در خارج از کشور بفروشد و در مجموع ۱۳۵ میلیون دلار در سراسر جهان بفروشد. این فیلم برای بازیگری (به ویژه از کوین کاستنر)، کارگردانی، تدوین، مضامین، فیلمبرداری و موسیقی مورد تحسین منتقدان قرار گرفت. همچنین برخی از منتقدان و طرفداران آن را یکی از بهترین فیلم‌های ایستوود می‌دانند.

## بازخوردها
این فیلم بر اساس ۳۳ نقد، امتیاز ۷۹ درصدی را در راتن تومیتوز کسب کرده است. در متاکریتیک، این فیلم دارای میانگین وزنی ۷۱ از ۱۰۰ است که نشان‌دهنده «بررسی‌های عموماً مطلوب» است.

## تولید
این فیلم در آستین، تگزاس، و مارتیندیل، تگزاس، بین سن مارکوس و لاکهارت در بهار و تابستان ۱۹۹۳ فیلمبرداری شد.